# Segundo gobierno de Mariano Rajoy
El segundo gobierno de Mariano Rajoy fue el Gobierno de España entre noviembre de 2016 y junio de 2018. Mariano Rajoy Brey fue investido presidente del Gobierno por el Congreso de los Diputados después de que el Partido Popular (PP) ganara por mayoría simple las elecciones generales de junio de 2016 que dieron comienzo a la xii legislatura de España.
El Gobierno cesó el 1 de junio de 2018 por la aprobación de la moción de censura contra Mariano Rajoy que invistió presidente del Gobierno a Pedro Sánchez en el Congreso de los Diputados. Los ministros cesados permanecieron en funciones hasta el 7 de junio de 2018, día en que tomaron posesión los ministros entrantes del Gobierno Sánchez.

## Historia
Las elecciones generales para la xii legislatura de España se celebraron el 26 de junio de 2016. El Partido Popular obtuvo mayoría simple en el Congreso de los Diputados. Tras un primer debate de investidura fallido, celebrado el 2 de septiembre, en el que la candidatura de Mariano Rajoy fue rechazada en ambas votaciones, el Congreso le otorgó su confianza a Rajoy como presidente del Gobierno en el segundo debate de investidura celebrado el 29 de octubre. El candidato obtuvo 170 votos favorables, 111 en contra y 68 abstenciones. El 31 de octubre Mariano Rajoy juró ante el rey Felipe VI después de que este firmara el decreto por el que le nombraba presidente del Gobierno. Los ministros que componen el Gobierno juraron o prometieron su cargo ante el rey el 4 de noviembre.
Varios miembros de este ejecutivo fueron reprobados por el Congreso de los Diputados, un hecho insólito hasta el momento en la democracia española y que en este Gobierno se repitió hasta en 6 ocasiones, afectando a 5 ministros. El primero de ellos fue el ministro de justicia, Rafael Catalá, reprobado el 18 de mayo de 2017 por su gestión del Caso Lezo. Le siguió el ministro de hacienda, Cristóbal Montoro, que fue reprobado el 29 de junio de 2017 tras publicarse la sentencia del Tribunal Constitucional que declaraba nulo el decreto de la llamada Amnistía Fiscal, aprobado por el propio Montoro en la anterior legislatura. Tras el verano fueron también reprobados el ministro del interior, Juan Ignacio Zoido, y el ministro de exteriores, Alfonso Dastis, en concreto el 24 de octubre de 2017, por el incumplimiento de la cuota de acogida de refugiados marcada por la Unión Europea. Dastis se convirtió pocos días después en el primer ministro de la democracia reprobado en dos ocasiones, tras aprobarse el 7 de noviembre de 2017 una moción motivada por sus declaraciones a la BBC, en las que atacaba a la escuela catalana. Por último, la ministra de Igualdad, Dolors Montserrat, fue reprobada por el Congreso el 29 de mayo de 2018, tan solo tres días antes de que se aprobara la moción de censura que puso fin a este Gobierno, por su gestión en materia de lucha contra la violencia de género.
El 6 de marzo de 2018 Luis de Guindos dejó el Gobierno por haber sido elegido vicepresidente del Banco Central Europeo y Román Escolano fue nombrado ministro de Economía, Industria y Competitividad.
El 25 de mayo de 2018 los diputados del Partido Socialista Obrero Español (PSOE) registraron una moción de censura liderada por Pedro Sánchez contra el presidente del Gobierno Mariano Rajoy tras la sentencia de la Audiencia Nacional sobre el caso Gürtel que afectaba al Partido Popular (PP). En la votación del 1 de junio la moción fue adoptada por mayoría absoluta en el Congreso de los Diputados y Sánchez quedó investido presidente del Gobierno.

## Composición
El Gobierno fue presidido por Mariano Rajoy y Soraya Sáenz de Santamaría en las funciones de vicepresidenta. Íñigo Méndez de Vigo fue el portavoz. El Gobierno contó con trece ministros en total. Once de ellos eran del Partido Popular (PP) y dos eran independientes. 
| ← Segundo Gobierno de Mariano Rajoy → 4 de noviembre de 2016-7 de junio de 2018 (en funciones: 2-7 de junio de 2018) |                                                                |                                                                                  |                 |
| Partido político |                                                                | Partido Popular                                                                  | Partido Popular |
| Partido político | Independiente                                                  |                                                                                  |                 |
| Cargo | Titular                                                        | Titular                                                                          | Titular         |
| Presidente |                                                                | Mariano Rajoy Brey 29 de octubre de 2016-2 de junio de 2018                      |                 |
| Vicepresidenta Presidencia y para las Administraciones Territoriales Secretaria del Consejo de Ministros             |                                                                | María Soraya Sáenz de Santamaría Antón 4 de noviembre de 2016-2 de junio de 2018 |                 |
| Asuntos Exteriores y de Cooperación                                                                                  |                                                                | Alfonso María Dastis Quecedo 4 de noviembre de 2016-2 de junio de 2018           |                 |
| Justicia Notario Mayor del Reino                                                                                     |                                                                | Rafael Catalá Polo 4 de noviembre de 2016-2 de junio de 2018                     |                 |
| Defensa |                                                                | María Dolores de Cospedal García 4 de noviembre de 2016-2 de junio de 2018       |                 |
| Hacienda y Función Pública                                                                                           |                                                                | Cristóbal Ricardo Montoro Romero 4 de noviembre de 2016-2 de junio de 2018       |                 |
| Interior |                                                                | Juan Ignacio Zoido Álvarez 4 de noviembre de 2016-2 de junio de 2018             |                 |
| Fomento |                                                                | Íñigo Joaquín de la Serna Hernáiz 4 de noviembre de 2016-2 de junio de 2018      |                 |
| Educación, Cultura y Deporte Portavoz del Gobierno                                                                   |                                                                | Íñigo Méndez de Vigo y Montojo 4 de noviembre de 2016-2 de junio de 2018         |                 |
| Empleo y Seguridad Social                                                                                            |                                                                | María Fátima Báñez García 4 de noviembre de 2016-2 de junio de 2018              |                 |
| Agricultura, Pesca, Alimentación y Medio Ambiente                                                                    |                                                                | Isabel García Tejerina 4 de noviembre de 2016-2 de junio de 2018                 |                 |
| Sanidad, Servicios Sociales e Igualdad                                                                               |                                                                | Dolors Montserrat Montserrat 4 de noviembre de 2016-2 de junio de 2018           |                 |
| Economía, Industria y Competitividad                                                                                 |                                                                | Luis de Guindos Jurado 4 de noviembre de 2016-7 de marzo de 2018                 |                 |
| Economía, Industria y Competitividad                                                                                 | Román Escolano Olivares 7 de marzo de 2018 -2 de junio de 2018 |                                                                                  |                 |
| Energía, Turismo y Agenda Digital                                                                                    |                                                                | Álvaro Nadal Belda 4 de noviembre de 2016-2 de junio de 2018                     |                 |

## Procedencia geográfica
| Comunidad autónoma                | Cargo                                                                 | Titular                                |
| --------------------------------- | --------------------------------------------------------------------- | -------------------------------------- |
| Andalucía                         | Asuntos Exteriores y de Cooperación                                   | Alfonso María Dastis Quecedo           |
| Andalucía                         | Hacienda y Función Pública                                            | Cristóbal Ricardo Montoro Romero       |
| Andalucía                         | Interior                                                              | Juan Ignacio Zoido Álvarez             |
| Andalucía                         | Empleo y Seguridad Social                                             | María Fátima Báñez García              |
| Aragón                            | Economía, Industria y Competitividad                                  | Román Escolano Olivares                |
| Principado de Asturias            | -                                                                     | -                                      |
| Cantabria                         | -                                                                     | -                                      |
| Castilla y León                   | Vicepresidenta, Presidencia y para las Administraciones Territoriales | María Soraya Sáenz de Santamaría Antón |
| Castilla y León                   | Agricultura, Pesca, Alimentación y Medio Ambiente                     | Isabel García Tejerina                 |
| Castilla-La Mancha                |                                                                       |                                        |
| Cataluña                          | Sanidad, Servicios Sociales e Igualdad                                | Dolors Montserrat Montserrat           |
| Extremadura                       | -                                                                     | -                                      |
| Galicia                           | Presidente                                                            | Mariano Rajoy Brey                     |
| Islas Baleares                    | -                                                                     | -                                      |
| Canarias                          | -                                                                     | -                                      |
| La Rioja                          | -                                                                     | -                                      |
| Comunidad de Madrid               | Justicia                                                              | Rafael Catalá Polo                     |
| Comunidad de Madrid               | Defensa                                                               | María Dolores de Cospedal García       |
| Comunidad de Madrid               | Energía, Turismo y Agenda Digital                                     | Álvaro Nadal Belda                     |
| Región de Murcia                  | -                                                                     | -                                      |
| Navarra                           | -                                                                     | -                                      |
| País Vasco                        | Fomento                                                               | Íñigo Joaquín de la Serna Hernáiz      |
| Protectorado Español de Marruecos | Portavoz y Educación, Cultura y Deporte                               | Íñigo Méndez de Vigo y Montojo         |
| Comunidad Valenciana              | -                                                                     | -                                      |
| Ceuta                             | -                                                                     | -                                      |
| Melilla                           | -                                                                     | -                                      |